# Trichocneorane
Trichocneorane là một chi bọ cánh cứng trong họ Chrysomelidae.
Chi này được miêu tả khoa học năm 1932 bởi Laboissiere.

## Các loài
Các loài trong chi này gồm:
- Trichocneorane linteata (Degeer, 1778)
- Trichocneorane opima (Dejean, 1837)
- Trichocneorane trilineata (Fabricius, 1787)